# Хагивара, Май
Май Хагивара (яп. 萩原 舞, род. 7 февраля 1996 года в префектуре Сайтама, Япония) — японский идол, певица, участница гёрл-группы °C-ute.

## Карьера
Май Хагивара стала участницей Hello! Project, став одной из 15 победительниц прослушивания в Hello! Project Kids в 2002 году. (Всего же в прослушивании приняли участие 27958 девочек.) На тот момент Май Хагиваре было 6 лет, она стала самой младшей участницей в проекте за его историю.
Первой работой Май в Hello! Project стала временная музыкальная группа 4Kids, созданная для фильма «Mini Moni ja Movie: Okashi na Daibouken!» с участием группы Mini Moni. Фильм вышел в конце 2002 года.
В январе 2004 года из восьми участниц Hello! Project Kids была сформирована группа Berryz Kobo, но Хагивара туда не попала. Надо сказать, что, объявляя о создании новой группы, продюсер проекта Цунку сказал, что состав Berryz Kobo будет меняться, и он собирается ротировать через неё всех участников Hello! Project Kids, но ротаций так и не случилось.
В июне 2005 года из оставшихся вне Berryz Kobo семи девочек была сформирована группа Cute. Дебютировала группа в феврале 2006, свой первый инди-сингл выпустила в мае, а первый сингл на мейджор-лейбле в феврале 2007.
В 2007 году Хагивара дебютировала в аниме. Она озвучивала новый персонаж  (которого не было в манге) аниме «Kirarin Revolution», девочку по имени Хикару Мидзуки. В этом аниме Кирари (главная героиня аниме, которую играет Кусуми Кохару) и Хикару ненадолго формируют дуэт под названием «Kira Pika». Песни дуэта, которые использовались в аниме, вошли в его (дуэта) первый и единственный сингл. Он назывался «Hana o Pūn / Futari wa NS» и был выпущен 1 августа 2007 года.
В декабре 2007 года Май Хагивара  в составе группы Cute выступила на «Кохаку ута гассэн». На тот момент ей было 11 лет, и она стала самой младшей участницей в истории этого телешоу. Предыдущей рекордсменкой была Ай Каго, участница Morning Musume, выступившая в 2000 году в возрасте 12 лет. Рекорд Май, однако, продержался недолго, так как уже через год, в 2008, на «Кохаку» с песней из мультфильма «Поньо» выступила девятилетняя Нодзоми Охаси.

## Группы и юниты Hello! Project
- Hello! Project Kids
- H.P. All Stars (2004)
- °C-ute (2005 — настоящее время)
- Kira Pika (2007)
- Petit Moni V (2009–?)
- Hello! Project Mobekimasu (2011)

### Satoumi Movement
- HI-FIN (2013–?)

## Дискография
Список релизов группы Cute см. в дискографии Cute.

### Синглы в составе дуэта Kira Pika
| № | Название                                                   | Дата выпуска   | Чарты                      |
| № | Название                                                   | Дата выпуска   | Oricon Weekly Single Chart |
| - | ---------------------------------------------------------- | -------------- | -------------------------- |
| 1 | «Hana o Puun / Futari wa NS» (яп. はなをぷーん/ふたりはNS) | 1 августа 2007 | 9                          |

### Сопьные DVD-синглы
- "Hagiwara Mai (Cute) "Ike! Genki-kun" Single V" (яп. 萩原舞（℃-ute）「行け！元気君」シングルV) (8 февраля 2012, Up-Front Works)

### Сольные  DVD
| № | Название                                            | Дата выпуска    | Чарты                   | Лейбл  |
| № | Название                                            | Дата выпуска    | Oricon Weekly DVD Chart | Лейбл  |
| - | --------------------------------------------------- | --------------- | ----------------------- | ------ |
| 1 | Hagiwara Mai in Hachijo Jima (яп. 萩原舞 in 八丈島) | 21 октября 2009 | 64                      | Zetima |
| 2 | Mizuiro (яп. 水色)                                  | 14 июня 2011    | —                       | Zetima |

## Фильмография

### Фильмы
- Mini Moni ja Movie: Okashi na Daibōken! (яп. ミニモニ。じゃムービーお菓子な大冒険!) (14 декабря 2002)
- Sentou no Musume!? (яп. 銭湯の娘!?) (2006)
- Ousama Game (яп. 王様ゲーム) (17 декабря 2011) в роли Михару Канадзавы

### Телесериалы
- Liliput Oukoku (яп. リリパット王国) (2002-2003)
- Suugaku♥Joshi Gakuen (яп. 数学♥女子学園) (2012)

#### Аниме
- Kirarin☆Revolution (яп. きらりん☆レボリューション) (2007) в роли Хикару Мидзуки

### Телепередачи
- Hello! Morning (яп. ハロー! モーニング) (2002-2007)
- °C-ute Has Come (эпизод 8, 17 февраля 2007)
- Haromoni@ (яп. ハロモニ@) (2007-2008)
- Berikyuu! (яп. ベリキュー!)
- Yorosen! (яп. よろセン!) (2008-2009)
- Bijo Gaku (яп. 美女学) (2010-2011)
- Hello Pro! Time (яп. ハロプロ！ＴＩＭＥ) (2011-2012)
- Hello! Satoyama Life (яп. ハロー！ＳＡＴＯＹＡＭＡライフ) (2012-2013)

### Театральные пьесы
- 34 Choume no Kiseki -HERE'S LOVE- (яп. 34丁目の奇跡 -HERE'S LOVE-) (2004)
- Stronger (яп. ストロンガー) (2012)
- Cat's Eye (яп. キャッツ・アイ) (2012)
- Sakura no Hanataba (яп. さくらの 花束) (2013)

### Интернет
- Mai Desu ga...Nani ka? (яп. 萩原舞ですが、、、なにか？？) (2011-2012)
- Hello! Project Station (яп. ハロ！ステ) (2013-?)